# Meckesheim
Meckesheim este o comună din landul Baden-Württemberg, Germania. Se află la o altitudine de 154 m deasupra nivelului mării. Are o suprafață de 16,33 km². Populația este de 5.244 locuitori, determinată în 31 decembrie 2023, prin actualizare statistică[*].